# Ренська-Весь (Кендзежинсько-Козельський повіт)
Ренська-Весь (пол. Reńska Wieś) — село в Польщі, у гміні Ренська Весь Кендзежинсько-Козельського повіту Опольського воєводства.
Населення — 1598 осіб (2011).
У 1975-1998 роках село належало до Опольського воєводства.

## Демографія
Демографічна структура станом на 31 березня 2011 року:
|          | Загалом | Допрацездатний вік | Працездатний вік | Постпрацездатний вік |
| -------- | ------- | ------------------ | ---------------- | -------------------- |
| Чоловіки | 766     | 131                | 547              | 88                   |
| Жінки    | 832     | 119                | 513              | 200                  |
| Разом    | 1598    | 250                | 1060             | 288                  |